# Rhamdiopsis microcephala
Rhamdiopsis microcephala is een straalvinnige vissensoort uit de familie van de Heptapteridae. De wetenschappelijke naam van de soort werd in 1874 gepubliceerd door Christian Frederik Lütken.